# Килис (вилајет)
Килис (тур. Kilis ili) је вилајет у Турској. Популација вилајета износи 25.066 становника. Административни центар вилајета је град Килис.